# Liste der Monuments historiques in Montagny-en-Vexin
Die Liste der Monuments historiques in Montagny-en-Vexin führt die Monuments historiques in der französischen Gemeinde Montagny-en-Vexin auf.

## Liste der Objekte
| Bezeichnung     | Beschreibung                      | Standort                                      | Kennzeichnung | Schutzstatus | Datum | Bild |
| --------------- | --------------------------------- | --------------------------------------------- | ------------- | ------------ | ----- | ---- |
| Retabel Passion | Stein, Mitte des 16. Jahrhunderts | in der Kirche St-Jacques-St-Christophe (Lage) | PM60001088    | Classé       | 1912  |      |